# Ashtamangala
 (septembre 2024).

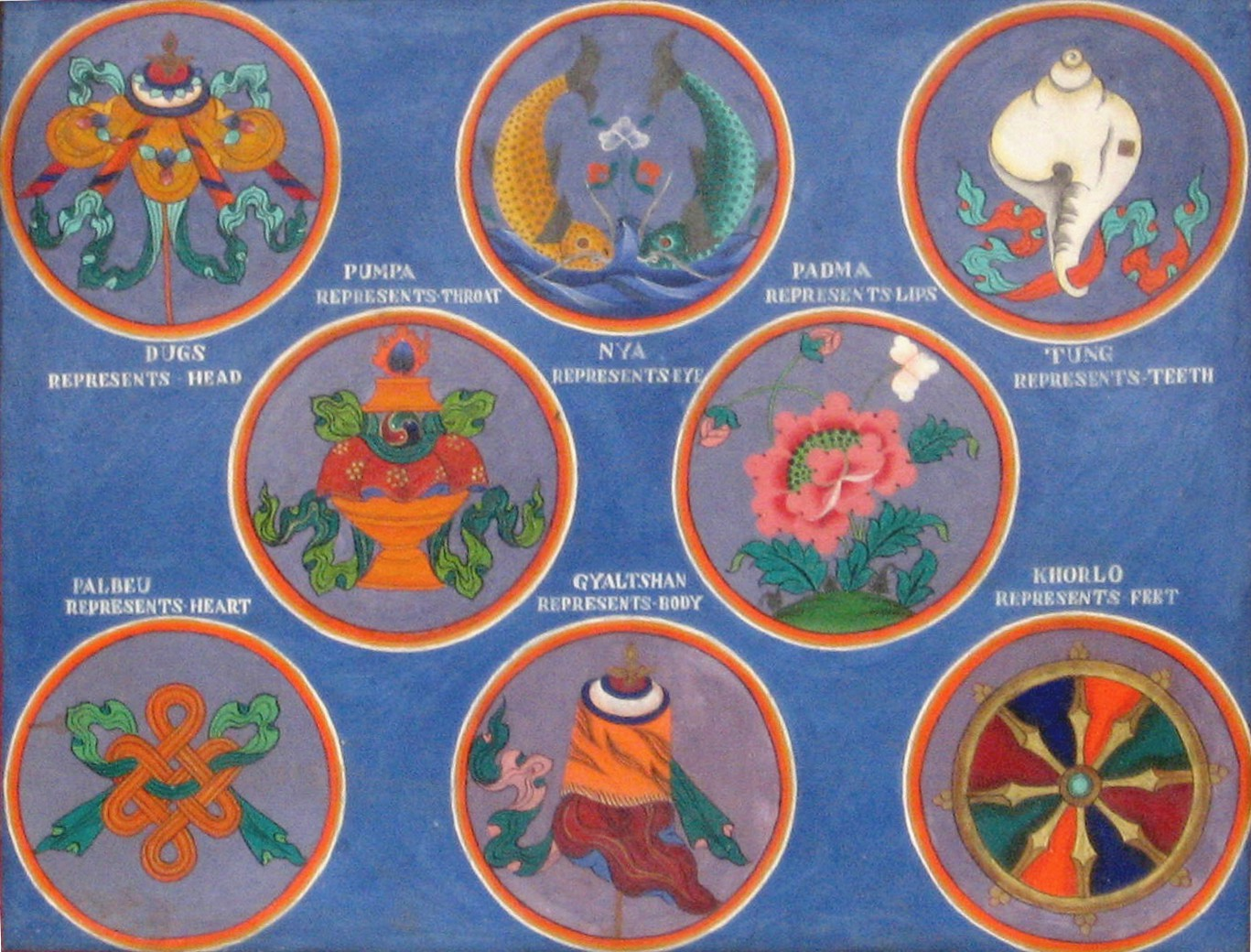
Les huit signes auspicieux du bouddhisme : parasol, couple de poissons, conque, urne aux trésors, lotus, nœud éternel, bannière et roue. Leh, Inde.

Ashtamangala (sanskrit : अष्टमंगल, IAST aṣṭamaṅgala, Devanagari: अष्टमंगल, tibétain : བཀྲ་ཤིས་རྟགས་བརྒྱད་, Wylie : bkra shis rtags brgyad, pinyin tibétain : Zhaxi Dag'gyä, dialecte de Lhassa API : tʂáɕitaʔ cɛ̀ʔ : Tashi Ta-gyé ; chinois simplifié : 佛门八宝 ; chinois traditionnel : 佛門八寶 ; pinyin : fómén bābǎo ) désigne un groupe de huit (ashta) symboles de bon augure (mangala) dans l’hindouisme, le bouddhisme, le jaïnisme et le sikhisme. La nature et l’ordre des éléments peuvent varier. La liste la plus largement diffusée au XXIe siècle est celle du bouddhisme, particulièrement visible dans le vajrayāna.
Les huit symboles apparaissent tout d’abord en Inde dans les cérémonies d’investiture royale. Une liste ancienne énumère un trône, un svastika, une empreinte de main, un nœud, une urne aux trésors, une aiguière, un couple de poissons, un bol couvert.
Dans le bouddhisme, les symboles sont la conque, le parasol, les poissons, l’urne, la roue, la bannière, le lotus, le nœud. Ils furent offerts par les devas au Bouddha lors de sa naissance en reconnaissance de sa « royauté ».

## Symboles dans le bouddhisme

Conque dextrogyre.

La conque blanche dextrogyre (sk. shankha, tib. dundkar) est la trompe des héros dans la littérature indienne épique. La conque Panchajanya (« qui contrôle les cinq sortes d’êtres ») est l’un des attributs de Vishnou, une des principales divinités de l'hindouisme. Dans le bouddhisme, elle représente la voix du Bouddha et son enseignement.

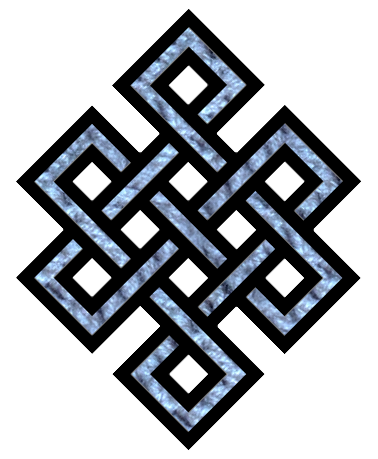
Nœud sans fin.

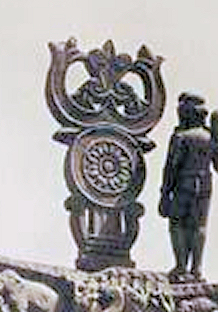
Shrivatsa en guise de « dent du milieu » d'un triratna à Sanchi.

Le nœud sans fin (sk. Shrivatsa, tib. palbe) peut aussi avoir une forme évoquant une fleur. Il serait à l’origine un symbole d’amour. Le Shrivatsa apparaît sur la poitrine de Vishnu, dont il est l’une des appellations, à l’emplacement où se trouve sa parèdre, Lakshmi. . Il apparaîtra aussi sur la poitrine de Kalkî. Ce symbole ne ressemble toutefois en rien au « nœud sans fin » du bouddhisme[réf. nécessaire], où il représente l’esprit du Bouddha ainsi que l’interdépendance de toutes choses, l’union de la compassion et de la sagesse, de la sagesse et des moyens, ou du vide et de l’interdépendance.

Poissons.

Le couple de poissons (sk. matsyayugma, tib. sergyna) représentent à l’origine le Gange et la Yamunâ. Ils symbolisent aussi dans le yoga les canaux (nadi) lunaire et solaire et la vitalité (prana). Dans le bouddhisme ils représentent la vision du Bouddha ainsi que la capacité des êtres sur la voie à évoluer en direction de la libération sans se noyer dans le samsara.

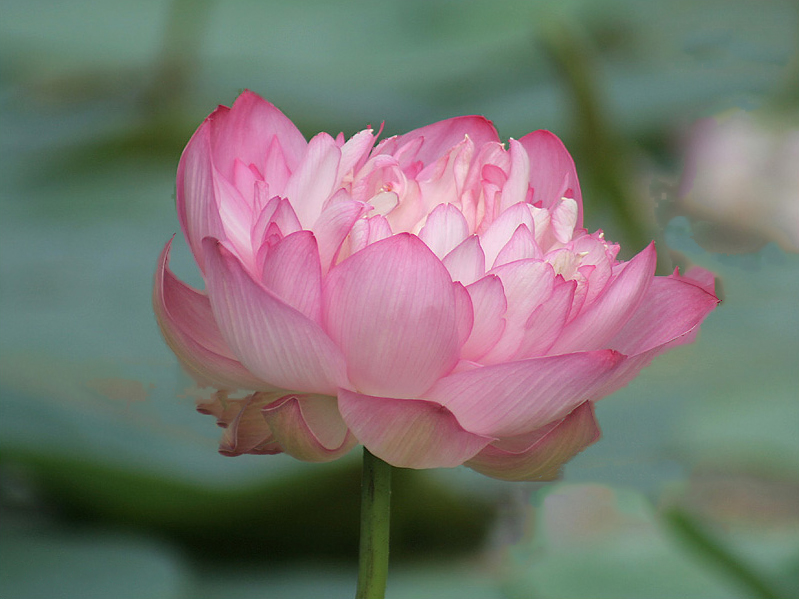
Lotus

Le lotus (sk. padma, tib.péma) représente la beauté divine et la pureté. C’est un des attributs de Vishnu. Les divinités hindoues, les bouddhas et bodhisattvas sont souvent représentés assis sur des fleurs de lotus. Dans le bouddhisme, le lotus représente la langue du Bouddha et la purification du corps, de la parole et de l’esprit.

Parasol.

Le parasol (sk. chatra, tib. rinchen dug) était en Inde un attribut de la royauté. Dans le bouddhisme, il représente la tête du Bouddha et la protection contre les dangers matériels et spirituels. Il peut aussi représenter le ciel et l’éther dans le système mahabhuta des cinq éléments. Certains ont suggéré qu’il pourrait en même temps évoquer un champignon de la pharmacopée himalayenne.

Urne aux trésors.

L’urne aux trésors (sk. kalasha, tib. བུམ་པ་ bumpa) représente les bienfaits matériels (santé, longévité, aisance matérielle) et spirituels. Dans le bouddhisme, il représente le cou du Bouddha, et le pot à eau qui fait partie des possessions du moine, ou un récipient contenant la sagesse utilisé dans les cérémonies d’onction du vajrayāna. Il représente l’espace dans la série mahabhuta des cinq éléments.

Roue de la Loi.

La roue (sk.chakra, tib. khorlo) représentant le char est un attribut de la royauté. Le terme chrakravartin, « celui dont les roues tournent », désigne un grand souverain dont le char ne rencontre pas de barrière. Le chakra est une sorte d’arme circulaire qui est l’un des attributs de Vishnou. La roue dharmachakra est le symbole le plus connu du bouddhisme où elle représente, comme dans le jaïnisme, l’enseignement de la doctrine et l’union de toutes choses. Elle peut apparaître comme motif dans l’empreinte de pied Bouddha. Dans certaines représentations, le Bouddha ou Maitreya font le geste dharmachakra qui représente la mise en branle de la roue de la Loi : la paume droite tournée vers l'extérieur, la gauche vers le haut, pouce et index joints formant deux cercles.
Au Népal, le chasse-mouche chamara, insigne de dignité, remplace la roue dans la liste des huit symboles. Formé de poils de yak montés sur un manche d’argent, c’est un objet rituel qui représente les manifestations tantriques.

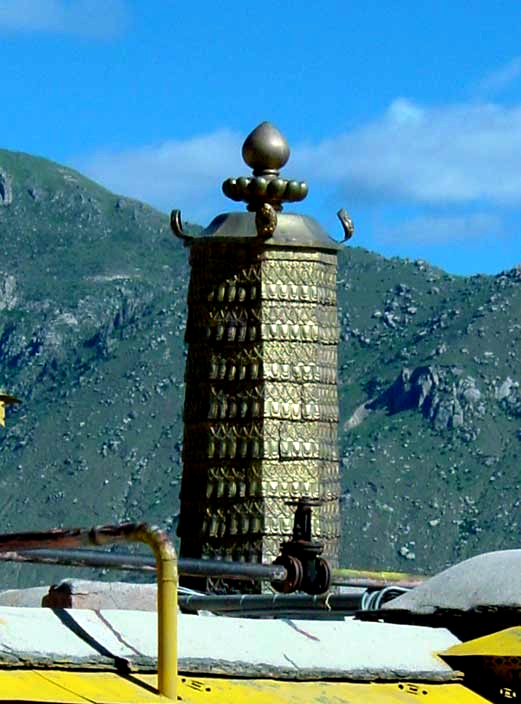
Bannière.

La bannière (sk. dhvaja, tib. gyaltsen) a la forme d’un drapeau enroulé qui représente la victoire, c’est un attribut de royauté. La bannière makara est devenue l’emblème du dieu de l’amour Kâma. Dans le bouddhisme elle représente le corps du Bouddha, et la victoire contre les forces négatives telles que les māras. Dans le bouddhisme tibétain il existe onze formes différentes de bannières représentant les onze méthodes de lutte contre les forces négatives.

## Différentes listes et ordres

### Bouddhisme tibétain
- Nœud, lotus, bannière, roue ou chasse-mouche chamara (Népal), urne, poissons, parasol, conque.
- En Chine sous la dynastie Qing[5] :
  - Roue, conque, bannière, parasol, lotus, urne, poissons, nœud.

### Jaïnisme

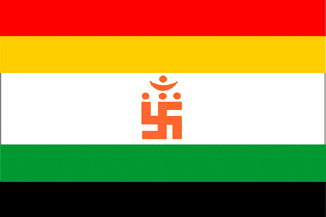
Svastika sur le drapeau jaïn.

- Tradition digambara du jaïnisme : Le parasol (chatra), la bannière (dhvaja), le vase (kalasha), chasse-mouche (chamara), le miroir (Darpana), le trône (Supratistha), l'éventail (vyajana), le vase doré (Bhringara).
- Tradition shvetambara du jaïnisme : Svastika, le losange en forme de nœud (Shrivatsa), le symbole aux neuf plis (nandavarta)[pas clair], les plats lumineux  (vardhamanaka), le trône (bhadrasana), le vase (kalasha), miroir (darpana), les deux poissons (Matsyayugma)[6],[7].

### Hindouisme
- Traditions de l’Inde du Nord, exemple de liste : Lion, taureau, éléphant, aiguière, vase , chasse-mouche, bannière, conche, lampe à huile.
- Traditions de l’Inde du Sud, exemple de liste : Chasse-mouche, vase, miroir, éperon de cornac, lampe à huile, bannière, couple de poissons.

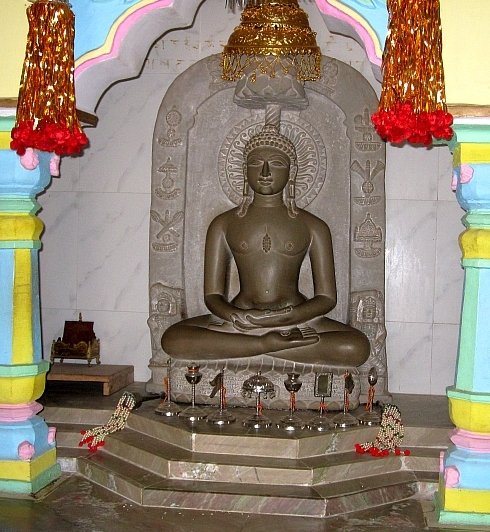
Adinath, un Tirthankara du jaïnisme avec, devant lui, les huit symboles de bon augure de l'ashtamangala.